# Olympische Sommerspiele 1956/Leichtathletik – Kugelstoßen (Männer)

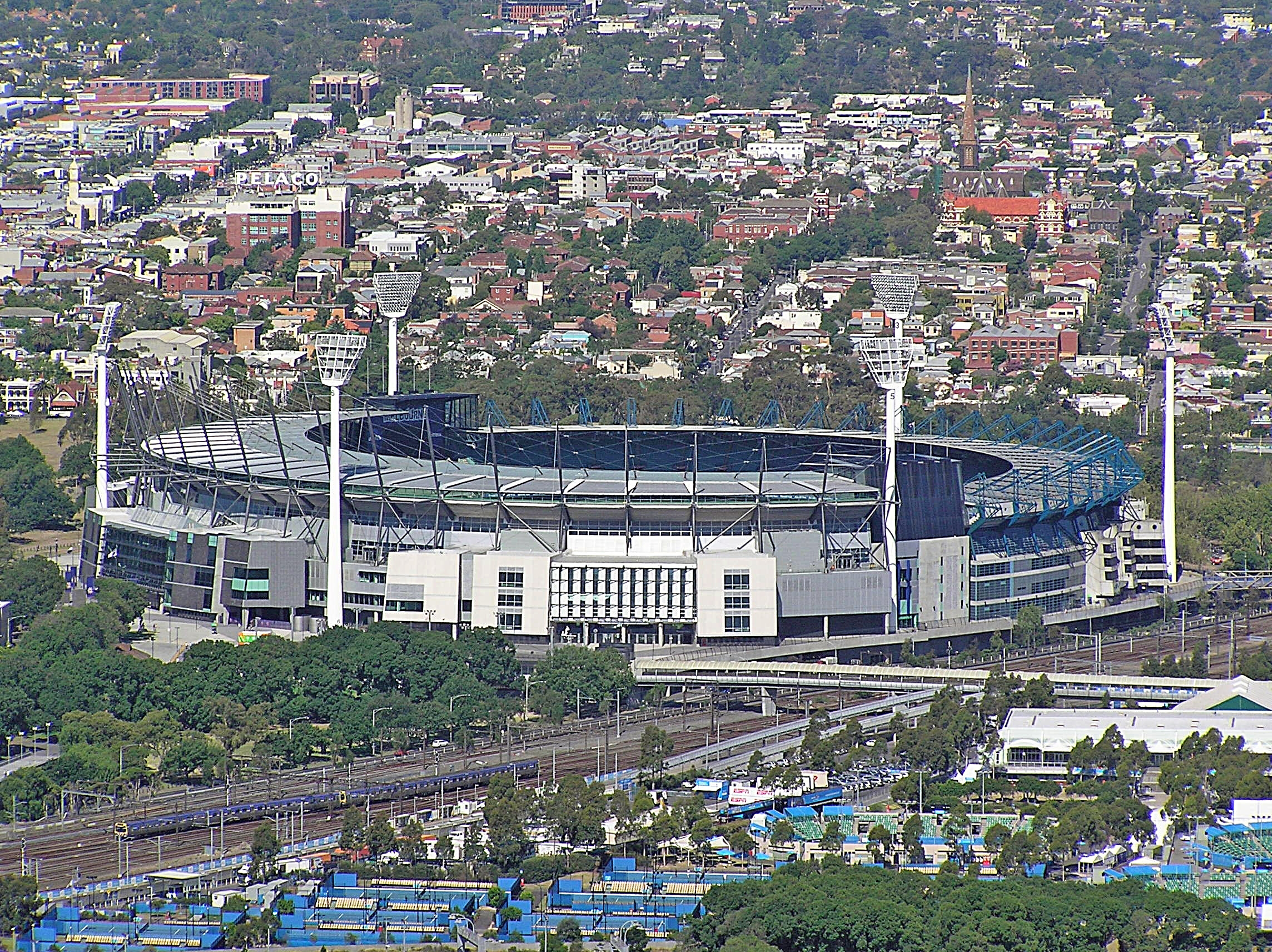
Melbourne Cricket Ground, Olympiastadion (hier im Jahr 2008)

Das Kugelstoßen der Männer bei den Olympischen Spielen 1956 in Melbourne wurde am 28. November 1956 im Melbourne Cricket Ground ausgetragen. Vierzehn Athleten nahmen teil. 
Die Goldmedaille errang der US-amerikanische Olympiasieger von 1952 Parry O’Brien. Er gewann vor seinem Landsmann Bill Nieder und dem Tschechoslowaken Jíři Skobla.
Schweizer und österreichische Athleten nahmen nicht teil. Der Deutsche Karl-Heinz Wegmann erreichte im Finale mit 16,63 m Rang sieben.

## Rekorde

### Bestehende Rekorde
| Weltrekord         | 19,25 m | Parry O’Brien ( USA) | Los Angeles, USA              | 1. November 1956 |
| Olympischer Rekord | 17,41 m | Parry O’Brien ( USA) | Finale von Helsinki, Finnland | 21. Juli 1952    |

### Rekordverbesserungen
Der US-amerikanische Olympiasieger Parry O’Brien verbesserte seinen eigenen olympischen Rekord im Finale am 28. November dreimal:
- 17,92 m – erster Durchgang
- 18,47 m – zweiter Durchgang
- 18,57 m – fünfter Durchgang

## Durchführung des Wettbewerbs
Vierzehn Athleten traten am 28. November zu einer Qualifikationsrunde an. Die geforderte Qualifikationsweite betrug 15,00 Meter und wurde von allen Wettbewerbern – hellblau unterlegt – übertroffen. Das Finale fand am Nachmittag desselben Tages statt. Die in der Qualifikationsrunde erzielten Resultate wurden für den weiteren Wettkampfverlauf nicht mitgewertet. Im Finale standen jedem Athleten zunächst drei Versuche zu. Die besten sechs Finalisten konnten dann weitere drei Versuche machen.

## Zeitplan
28. November, 10:00 Uhr: Qualifikation

28. November, 14:30 Uhr: Finale
Anmerkung: Alle Zeiten sind als Ortszeit von Melbourne angegeben. (UTC + 10)

## Legende
Kurze Übersicht zur Bedeutung der Symbolik – so üblicherweise auch in sonstigen Veröffentlichungen verwendet:
| – | verzichtet |
| x | ungültig   |

## Qualifikation
Datum: 28. November 1956, 10:00 Uhr
| Platz | Name                   | Nation           | 1. Versuch | 2. Versuch | 3. Versuch | Resultat |
| ----- | ---------------------- | ---------------- | ---------- | ---------- | ---------- | -------- |
| 1     | Jíři Skobla            | Tschechoslowakei | 17,15 m    | –          | –          | 17,15 m  |
| 2     | Bill Nieder            | USA              | 16,76 m    | –          | –          | 16,76 m  |
| 3     | Parry O’Brien          | USA              | 16,63 m    | –          | –          | 16,63 m  |
| 4     | Barry Donath           | Australien       | 16,57 m    | –          | –          | 16,57 m  |
| 5     | Erik Uddebom           | Schweden         | 16,35 m    | –          | –          | 16,35 m  |
| 6     | Silvano Meconi         | Italien          | 16,19 m    | –          | –          | 16,19 m  |
| 7     | Georgios Tsakanikas    | Griechenland     | 14,93 m    | 15,99 m    | –          | 15,99 m  |
| 8     | Ken Bantum             | USA              | 15,76 m    | –          | –          | 15,76 m  |
| 9     | Karl-Heinz Wegmann     | Deutschland      | 15,73 m    | –          | –          | 15,73 m  |
| 10    | Wladimir Loschtschilow | Sowjetunion      | 15,63 m    | –          | –          | 15,63 m  |
| 11    | Peter Hanlin           | Australien       | 15,62 m    | –          | –          | 15,62 m  |
| 12    | Raymond Thomas         | Frankreich       | 15,42 m    | –          | –          | 15,42 m  |
| 13    | Barclay Palmer         | Großbritannien   | 15,19 m    | –          | –          | 15,19 m  |
| 14    | Boris Beljajew         | Sowjetunion      | 15,03 m    | –          | –          | 15,03 m  |

## Finale

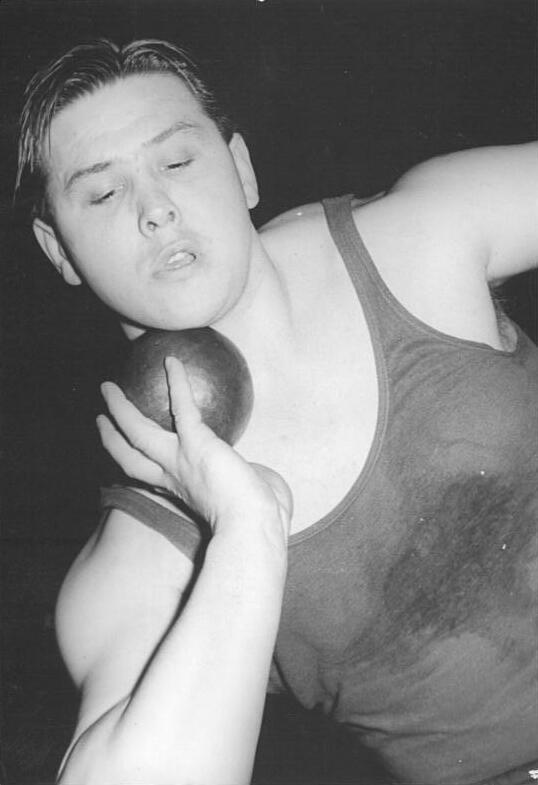
Bronzemedaillengewinner Jíři Skobla

Datum: 24. November 1956, 14:30 Uhr
| Platz | Name                   | Nation           | 1. Versuch | 2. Versuch | 3. Versuch | 4. Versuch                                | 5. Versuch                                | 6. Versuch                                | Endresultat |  |
| ----- | ---------------------- | ---------------- | ---------- | ---------- | ---------- | ----------------------------------------- | ----------------------------------------- | ----------------------------------------- | ----------- |  |
| 1     | Parry O’Brien          | USA              | 17,92 m OR | 18,47 m OR | 18,37 m    | 18,45 m                                   | 18,57 m OR                                | 18,23 m                                   | 18,57 m OR  |  |
| 2     | Bill Nieder            | USA              | 000x       | 17,61 m    | 17,81 m    | 16,82 m                                   | 18,18 m                                   | x                                         | 18,18 m     |  |
| 3     | Jíři Skobla            | Tschechoslowakei | 17,39 m    | 16,70 m    | 17,34 m    | 17,51 m                                   | 17,05 m                                   | 17,65 m                                   | 17,65 m     |  |
| 4     | Ken Bantum             | USA              | 16,99 m    | 000x       | 16,27 m    | 17,48 m                                   | 000x                                      | x                                         | 17,48 m     |  |
| 5     | Boris Beljajew         | Sowjetunion      | 16,96 m    | 16,05 m    | 16,58 m    | 15,96 m                                   | 16,11 m                                   | 16,24 m                                   | 16,96 m     |  |
| 6     | Erik Uddebom           | Schweden         | 16,54 m    | 000x       | 16,65 m    | 15,74 m                                   | 16,06 m                                   | 16,31 m                                   | 16,65 m     |  |
|       |                        |                  |            |            |            |                                           |                                           |                                           |             |  |
| 7     | Karl-Heinz Wegmann     | Deutschland      | 16,43 m    | 16,63 m    | 16,37 m    | nicht im Finale der besten sechs Athleten | nicht im Finale der besten sechs Athleten | nicht im Finale der besten sechs Athleten | 16,63 m     |  |
| 8     | Georgios Tsakanikas    | Griechenland     | 000x       | 16,56 m    | 15,52 m    | nicht im Finale der besten sechs Athleten | nicht im Finale der besten sechs Athleten | nicht im Finale der besten sechs Athleten | 16,56 m     |  |
| 9     | Barry Donath           | Australien       | 15,81 m    | 16,52 m    | 16,01 m    | nicht im Finale der besten sechs Athleten | nicht im Finale der besten sechs Athleten | nicht im Finale der besten sechs Athleten | 16,52 m     |  |
| 10    | Silvano Meconi         | Italien          | 000x       | 16,28 m    | 15,83 m    | nicht im Finale der besten sechs Athleten | nicht im Finale der besten sechs Athleten | nicht im Finale der besten sechs Athleten | 16,28 m     |  |
| 11    | Peter Hanlin           | Australien       | 15,76 m    | 16,08 m    | 15,50 m    | nicht im Finale der besten sechs Athleten | nicht im Finale der besten sechs Athleten | nicht im Finale der besten sechs Athleten | 16,08 m     |  |
| 12    | Barclay Palmer         | Großbritannien   | 15,81 m    | 15,17 m    | 16,65 m    | nicht im Finale der besten sechs Athleten | nicht im Finale der besten sechs Athleten | nicht im Finale der besten sechs Athleten | 15,81 m     |  |
| 13    | Wladimir Loschtschilow | Sowjetunion      | 15,62 m    | 15,33 m    | 15,39 m    | nicht im Finale der besten sechs Athleten | nicht im Finale der besten sechs Athleten | nicht im Finale der besten sechs Athleten | 15,62 m     |  |
| 14    | Raymond Thomas         | Frankreich       | 15,11 m    | 15,28 m    | 15,31 m    | nicht im Finale der besten sechs Athleten | nicht im Finale der besten sechs Athleten | nicht im Finale der besten sechs Athleten | 15,31 m     |  |

Erstmals in der Geschichte des olympischen Kugelstoßens hatten alle Athleten die Qualifikationsweite geschafft.
Der Olympiasieger von 1952 und Weltrekordhalter Parry O’Brien war der absolute Favorit. Bei den US-Meisterschaften hatte er allerdings einen Wettkampf gegen seinen Landsmann Kenneth Bantum verloren. Tatsächlich gelangen O’Brien im Finale sechs Versuche, die alle seinen eigenen bisher bestehenden Olympiarekord übertrafen. Fünf seiner Versuche waren weiter als die des Silbermedaillengewinners William Nieder. Der Tschechoslowake Jíři Skobla gewann Bronze noch vor dem dritten US-Amerikaner Bantum.
Im dreizehnten olympischen Kugelstoß-Finale gab es die elfte Goldmedaille für die USA.

Von den bislang 39 Medaillen gewannen US-Athleten 28.

Jíři Skobla errang die erste tschechoslowakische Medaille im Kugelstoßen.

## Video
- Melbourne 1956 Official Olympic Film - Part 2 | Olympic History, Bereich: 0:00 min bis 2:01 min, youtube.com, abgerufen am 17. August 2021